# San Francisco de Yare
San Francisco de Yare è una città del Venezuela situata nello Stato di Miranda e in particolare nel comune di Simón Bolívar.